# Schreibschutz
Ein Schreibschutz ist eine mechanische oder elektronische Schutzvorrichtung bei Datenträgern wie Disketten, Wechselplatten, Audiokassetten, Videokassetten, MiniDisc und USB-Sticks, die verhindert, dass Daten (ungewollt) gelöscht oder verändert werden können. Ebenso kann das Betriebssystem oder die Software eine Datei mit einem Schreibschutz versehen.
Bei den älteren 5-¼-Zoll-Disketten existiert eine Schreibkerbe, welche zum Schreibschutz mit Metallfolie überklebt wird. Bei den 8-Zoll-Disketten ist es umgekehrt: Bei offener Kerbe ist die Diskette schreibgeschützt.
Bei 3-½-Zoll-Disketten dient als Schreibschutz ein Schieber, der eine Öffnung verschließt (beschreibbar) oder freigibt (geschützt). Bei vielen auf 3-½-Zoll-Disketten ausgelieferten Programmen wurde der Schreibschutzschieber weggelassen, um Herstellungskosten zu sparen und ein versehentliches Löschen der Diskette zu vermeiden. In diesem Fall kann die Diskette weiterverwendet werden, nachdem das Programm nicht mehr benötigt wird, indem das Schreibschutzloch überklebt wird.
Bei einer VHS-Kassette und auch einer Audiokassette wird der Schreibschutz durch Herausbrechen der Lasche an der rückwärtigen Längsseite realisiert. Selten wird bei einer Videokassette auch ein Schreibschutzschieber eingesetzt. Alle vorbespielten Video- oder Audiokassetten sind vom Hersteller so schreibgeschützt.
Auch hier lässt sich durch einfaches Überkleben des Schreibschutzloches der Schreibschutz aufheben.
Bei einem hardwaretechnisch, intern realisierten Schreibschutz ist dies nicht möglich. 
Dabei wird nach dem erfolgreichen Abspeichern der Daten über einen erhöhten Strom die Steuerleitung für die Schreibberechtigung kontrolliert durchgebrannt und somit der Schreibschutz aktiviert. 
Dieser wird z. B. bei Speicher- und Chipkarten verwendet, die kritische Daten beinhalten.
SD- und SDHC-Speicherkarten besitzen auf der linken Seite einen kleinen Plastikschieber. Setzt man den Schieber in Richtung zu den Kontakten, ist die Karte beschreibbar, andernfalls schreibgeschützt. Die Stellung des Schiebers wird durch einen Kontakt im Kartenleser ausgelesen.